# 瓦伊加奇岛
瓦伊加奇岛（俄语：Вайга́ч）面积3383平方公里，只有少量涅涅茨人以渔猎为生。位于巴伦支海和喀拉海之间，俄罗斯联邦北冰洋沿岸岛屿。南隔尤戈尔海峡与大陆相望，北以喀拉海峡与新地岛相对。隶属俄罗斯联邦西北部联邦管区阿尔汉格尔斯克州涅涅茨自治区。气候属北极苔原带。
瓦伊加奇岛四周地势低平，多湖沼，中部为两条平行的低山，海拔约140至170米。